# Зюдермарш
Зюдермарш (нім. Südermarsch) — громада в Німеччині, розташована в землі Шлезвіг-Гольштейн. Входить до складу району Північна Фризія. Складова частина об'єднання громад Нордзе-Трене.
Площа — 30,66 км2. Населення становить 143 ос. (станом на 31 грудня 2020).